# Il-dong
Il-dong (koreanska: 일동) är en stadsdel i staden Ansan i provinsen Gyeonggi i den nordvästra delen av Sydkorea,  30 km söder om huvudstaden Seoul. Den ligger i stadsdistriktet Sangnok-gu.